# Trnovica
Trnovica je naselje v Občini Ivančna Gorica.